# Henschel DH 440
Die Typreihe Henschel DH 440 ist eine dreiachsige dieselhydraulische Lokomotive, die von den Henschel-Werken gebaut wurde. Sie ist für den Einsatz im Rangierdienst vorgesehen. Die Lokomotiven gehören zur sogenannten 2. Generation der Henschel-Lokomotiven und werden mittels Kuppelstange angetrieben. Sie hat die Achsfolge C und wurde zwischen 1956 und 1958 in sechs Exemplaren gebaut.

## DSB MH (I)

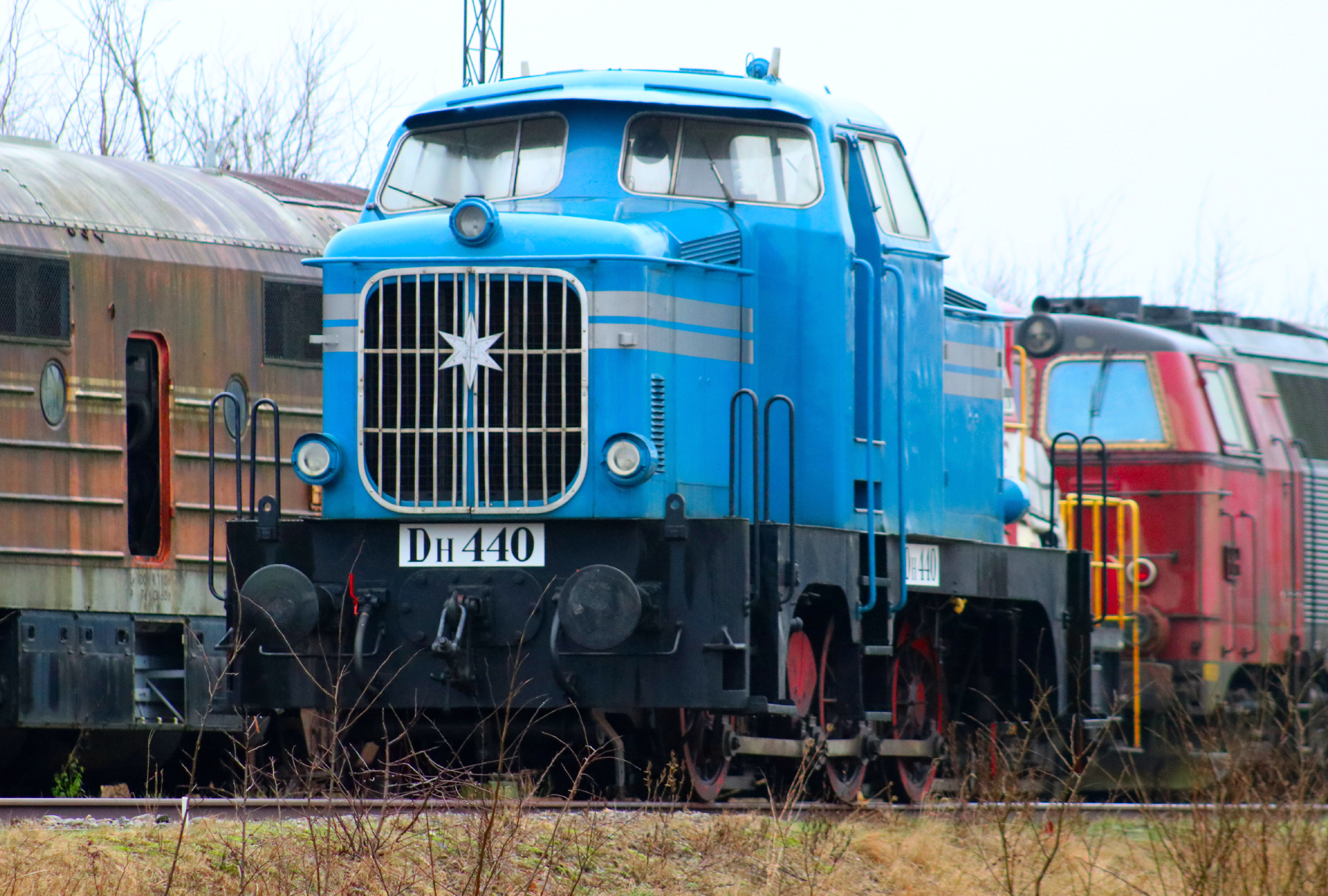
Henschel DH 440 – DSB MH 203 – in Padborg (2020)

1958 wollten die Dänischen Staatsbahnen (DSB) eine dieselhydraulische Rangierlokomotive testen. Dazu wurde bei Henschel eine Lokomotive gemietet, die bei Auslieferung in den Farben von Henschel lackiert wurde. Die Lokomotive hatte die Werkbezeichnung DH 440, was für Diesel, Hydraulisch und 440 PS stand.
DSB entschieden, insgesamt drei Lokomotiven zu beschaffen, die die Baureihenbezeichnung MH (I) und die Betriebsnummern MH 201–203 erhielten. Die Versuchslokomotive wurden nicht zu Henschel zurückgeschickt, nur zwei neue Lokomotiven kamen im August 1958 nach Dänemark. Diese erhielten die Nummern 201 und 202, während die Versuchslokomotive die Nummer 203 erhielt. Später wurde die Versuchslokomotive wie die beiden anderen Lokomotiven zum Zeitpunkt der Auslieferung in grün neu lackiert.
Die 201 und 202 waren bis 1993 sowie die 203 bis 1996 in Københavns Godsbanegård (Gb) im Einsatz und wurden dann abgestellt. Während die 201 sofort verschrottet wurde, wurde die 202 erst als Museumslok verwendet, dann aber 2001 verschrottet. Die 203 erhielt 2006 ihre ursprüngliche blaue Farbe wieder zurück und befand sich zu diesem Zeitpunkt im DSB-Museum in Randers. Sie wurde 2019 nach Deutschland verkauft, steht jedoch wie 2020 im August 2024 in Padborg abgestellt.
Von 1960 bis 1965 baute die Maschinenfabrik A/S Frichs in Aarhus 120 Maschinen ohne Lizenz nach. Diese bekamen die Baureihenbezeichnung MH (II).

## Werklokomotiven
Eine Lok erhielten die Mannesmannröhren-Werke, eine die Deutsche Eisenbahn-Betriebsgesellschaft (DBEG) in Hameln und eine das RWE-Kraftwerk Frimmersdorf.

## Lieferliste
| Liste der Henschel DH 440 |         |                                  |                                          | |
| Fabriknummer              | Baujahr | Erster Eigentümer                | Verbleib                                 | Anmerkungen |
| 26518                     | 1957    | Danske Statsbaner „MH 201“       | 1993 verschrottet                        | |
| 26519                     | 1957    | Danske Statsbaner „MH 202“       | 2001 verschrottet                        | 1993 an den Jernbaneklubben Amagerbanen 1998 an Struer Museum verkauft |
| 26520                     | 1958    | Mannesmannröhren- Werke AG „D 5“ | unbekannt                                | zuletzt als „D 3“ bezeichnet |
| 26747                     | 1956    | DEBG „V 34.04“                   | Eisenbahnfreunde Breisgau                | von 1963 bis 1986 im Einsatz bei der SWEG |
| 26748                     | 1956    | RWE-Kraftwerk Frimmersdorf „2“   | Rheinisches Industriebahn-Museum         | 1961 Umzeichnung in „1“ |
| 26749                     | 1957    | Danske Statsbaner „MH 203“       | ursprünglich für DSB Museumstog, Randers | 2006 in blaue Originalfarbe zurücklackiert, 2010 in Ausbesserung und Umzeichnung in DH 440 2019 an die Freunde des Schienenverkehrs Flensburg (FSF) verkauft, im Januar 2020 und im August 2024 abgestellt in Padborg |

## Verbleib
Drei Lokomotiven sind museal erhalten. Neben der DSB MH 203 in Padborg (2020) befindet sich die RWE-Lok im Rheinischen Industriebahn-Museum und die DBEG-Lok bei den Eisenbahnfreunden Breisgau in Freiburg. Der Verbleib der Mannesmann-Lok ist unbekannt.